# Artema transcaspica
Artema transcaspica là một loài nhện trong họ Pholcidae. Loài này được phát hiện ở Centraal Azïe.